# USS Knapp (DD-653)
USS Knapp (DD-653) là một tàu khu trục lớp Fletcher được Hải quân Hoa Kỳ chế tạo trong Chiến tranh Thế giới thứ hai. Nó là chiếc tàu chiến duy nhất của Hải quân Mỹ được đặt theo tên Phó đô đốc Harry Shepard Knapp (1856-1923), người tham gia cuộc Chiến tranh Tây Ban Nha-Hoa Kỳ Chiến tranh Thế giới thứ nhất. Nó hoạt động cho đến hết Thế Chiến II, ngừng hoạt động một giai đoạn ngắn, rồi tiếp tục phục vụ trong Chiến tranh Lạnh cho đến khi được xuất biên chế năm 1957, và xuất đăng bạ năm 1972. Knapp được tặng thưởng tám Ngôi sao Chiến trận do thành tích phục vụ trong Thế Chiến II.

## Thiết kế và chế tạo
Knapp được đặt lườn tại xưởng tàu của hãng Bath Iron Works ở Bath, Maine vào ngày 8 tháng 3 năm 1943. Nó được hạ thủy vào ngày 10 tháng 7 năm 1943; được đồng đỡ đầu bởi các cô Margaret L. Knapp và Mary C. Knapp; và nhập biên chế vào ngày 16 tháng 9 năm 1943 dưới quyền chỉ huy của Hạm trưởng, Trung tá Hải quân Frank Virden.

## Lịch sử hoạt động

### Thế Chiến II

#### 1944
Sau khi chạy thử máy ngoài khơi Bermuda, Knapp khởi hành từ Boston, Massachusetts vào ngày 26 tháng 11 năm 1943 để đi sang Mặt trận Thái Bình Dương, đi đến Trân Châu Cảng vào ngày 21 tháng 12. Nó lên đường cùng thuộc Lực lượng Đặc nhiệm 58, lực lượng các tàu sân bay nhanh dưới quyền Đô đốc Marc Mitscher trực thuộc Đệ Ngũ hạm đội, vào ngày 16 tháng 1 năm 1944 cho cuộc tấn công lên quần đảo Marshall. Trong khi tham gia chiến dịch từ ngày 16 tháng 1 đến ngày 12 tháng 2, chiếc tàu khu trục đã tham gia bắn phá Kwajalein trước khi quay trở lại Majuro; và tiếp tục làm nhiệm vụ hộ tống khi các tàu sân bay tung ra cuộc không kích xuống Truk trong các ngày 16 và 17 tháng 2, rồi xuống các căn cứ đối phương tại quần đảo Mariana trong các ngày 21 tháng 2 và 22 tháng 2. Nó lại lên đường từ Majuro để đi Espiritu Santo, hộ tống các tàu sân bay để hỗ trợ cho cuộc đổ bộ lên Emirau từ ngày 20 đến ngày 25 tháng 3, rồi trong đợt không kích xuống quần đảo Palau, Yap và Woleai từ ngày 30 tháng 3 đến ngày 1 tháng 4.
Knapp quay trở về Majuro vào ngày 6 tháng 4, rồi lên đường một tuần sau đó cùng các tàu chiến hạng nặng để tham gia cuộc đổ bộ lên Hollandia từ ngày 21 đến ngày 24 tháng 4, và các cuộc không kích xuống Truk, Satawan và Ponapevào cuối tháng 4. Sau khi được tiếp liệu tại Majuro trong tháng 5, nó tiếp tục hộ tống các tàu sân bay trong các hoạt động tại Saipan. Vào ngày 19 tháng 6, nó bảo vệ cho lực lượng đặc nhiệm trong Trân chiến biển Philippine, nơi không lực trên tàu sân bay đối phương hầu như bị tiêu diệt. Từ ngày 25 tháng 7 đến ngày 5 tháng 8, con tàu tiếp tục nhiệm vụ hộ tống cho các cuộc không kích lên Palau, Ulithi, Yap, Iwo Jima và Chichi Jima, nơi nó tham gia một cuộc đấu pháo tàu nổi và đánh chìm nhiều tàu thuộc một đoàn tàu vận tải Nhật Bản, vốn đã bị máy bay từ tàu sân bay tấn công trước đó. Con tàu được tái trang bị tại Eniwetok từ ngày 11 đến ngày 30 tháng 8.

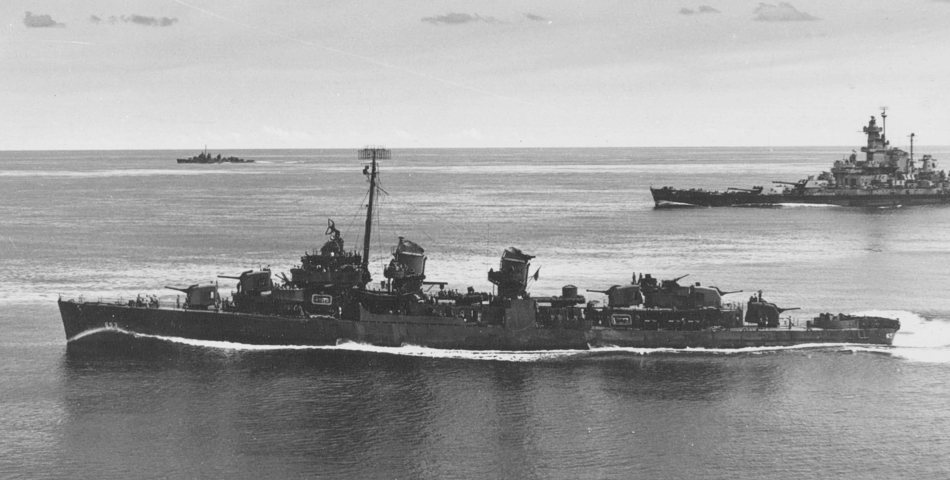
Knapp và thiết giáp hạm cùng Đội đặc nhiệm 58.3, tháng 4 năm 1944.

Knapp khởi hành từ Eniwetok vào ngày 30 tháng 8 để tham gia cuộc đổ bộ lên quần đảo Palau, hộ tống cho năm thiết giáp hạm trên đường đi, và sau đó gặp gỡ các tàu sân bay Langley (CVL-27), Lexington (CV-16), Essex (CV-9) và Princeton (CVL-23), trước khi tung ra cuộc tấn công xuống các mục tiêu tại Palau nhằm hỗ trợ việc chiếm đóng Peleliu. Trong tháng 9, nó hộ tống các tàu chiến chủ lực tấn công lên quần đảo Philippine, rồi đến ngày 6 tháng 10 đã lên đường từ Ulithi để không kích xuống Okinawa và Đài Loan nhằm chuẩn bị cho cuộc đổ bộ lên Leyte.
Knapp đã bảo vệ phòng không cho lực lượng đặc nhiệm trong các cuộc không chiến bên trên Đài Loan từ ngày 12 đến ngày 14 tháng 10; và sau khi Canberra (CA-70) bị hư hại do trúng ngư lôi phóng từ máy bay vào ngày 13 tháng 10, nó đã hộ tống chiếc tàu tuần dương hạng nặng rút lui về hậu cứ an toàn. Nó gia nhập trở lại lực lượng cho các cuộc không kích tại Luzon, và hộ tống chúng trong Trận chiến eo biển Surigao, một phần của trận Hải chiến vịnh Leyte mang tính quyết định. Con tàu quay trở về Ulithi vào ngày 30 tháng 10, để rồi quay trở lại Philippines hai ngày sau đó. Sau khi tàu tuần dương hạng nhẹ Reno (CL-96) bị hư hại do trúng ngư lôi phóng từ tàu ngầm vào ngày 3 tháng 11, Knapp đã hộ tống nó rút lui an toàn.

#### 1945
Từ tháng 11 năm 1944 đến tháng 1 năm 1945, Knapp hộ tống cho các cuộc không kích xuống Luzon, Đông Dương thuộc Pháp và dọc theo bờ biển phía Nam Trung Quốc, vô hiệu hóa các căn cứ Nhật Bản tại đây nhằm chuẩn bị và hỗ trợ cho cuộc đổ bộ lên vịnh Lingayen. Sau khi tàu sân bay Ticonderoga (CV-14) bị một đợt không kích đánh trúng vào ngày 21 tháng 1, Knapp đã hộ tống cho nó rút lui về Ulithi, đến nơi vào ngày 24 tháng 1. Nó lên đường vào ngày 30 tháng 1 để quay trở về vùng bờ Tây, về đến nơi vào ngày 20 tháng 2 và bắt đầu được đại tu.
Hoàn tất việc sửa chữa, Knapp khởi hành vào ngày 23 tháng 4 để đi sang khu vực Tây Thái Bình Dương, đi đến ngoài khơi Okinawa vào ngày 27 tháng 5. Con tàu đã đảm nhiệm vai trò nguy hiểm là cột mốc radar canh phòng để cảnh báo sớm các đợt không kích của đối phương nhắm vào hạm đội cho đến ngày 26 tháng 6, rồi gia nhập Lực lượng Đặc nhiệm 38 cho những đợt không kích cuối cùng xuống các đảo chính quốc Nhật Bản. Sau khi Nhật Bản đầu hàng vào ngày 15 tháng 8 kết thúc cuộc xung đột, nó đi đến Sagami Wan thuộc đảo Honshū vào ngày 27 tháng 8, rồi tiến vào vịnh Tokyo vào ngày 1 tháng 9, nơi nó chứng kiến nghi thức ký kết đầu hàng chính thức trên thiết giáp hạm Missouri (BB-63) vào ngày 2 tháng 9. Nó tiếp tục ở lại vùng biển Nhật Bản để giúp giải giới các căn cứ tàu ngầm bỏ túi và xuồng tấn công cảm tử Nhật Bản.
Knapp lên đường vào ngày 5 tháng 12 để quay trở về Hoa Kỳ, về đến San Diego, California vào ngày 21 tháng 12. Không lâu sau đó, nó băng qua kênh đào Panama để đi Boston, Massachusetts, đến nơi vào ngày 17 tháng 1 năm 1946, rồi lại chuyển đến Charleston, South Carolina vào ngày 2 tháng 4, nơi nó được cho xuất biên chế vào ngày 5 tháng 7 năm 1946.

### Chiến tranh Lạnh
Knapp được cho nhập biên chế trở lại vào ngày 3 tháng 5 năm 1951 sau khi Chiến tranh Triều Tiên nổ ra làm gia tăng nhu cầu về số lượng tàu chiến trong hạm đội diện dịch. Nó gia nhập Hạm đội Đại Tây Dương và hoạt động từ cảng nhà Newport, Rhode Island, thực hiện một chuyến đi đến vùng biển Caribe từ ngày 20 tháng 7 đến ngày 13 tháng 9, rồi đi đến Charleston nơi nó được bổ sung những thiết bị hiện đại. Nó khởi hành cùng một lực lượng đặc nhiệm vào ngày 4 tháng 2 năm 1952 cho chuyến đi sang Anh Quốc, Na Uy và Đức; và một chuyến đi khác sang khu vực Địa Trung Hải từ ngày 22 tháng 11, viếng thăm các cảng Ý, Thổ Nhĩ Kỳ và Tây Ban Nha. Nó băng qua eo biển Gibraltar vào ngày 26 tháng 1 năm 1953, và được đại tu tại Boston cho đến ngày 10 tháng 8, khi nó được bố trí cùng Đội khu trục 182 cho một chuyến đi vòng quanh thế giới. Chuyến đi bị trì hoãn sau khi nó đi đến Viễn Đông, nơi nó tuần tra cùng Lực lượng Đặc nhiệm 77 tại vùng biển Triều Tiên cho đến ngày 14 tháng 1 năm 1954; tiếp tục hành trình đi ngang qua Hong Kong, Singapore, Colombo, Aden, Ả Rập Xê Út và kênh đào Suez; viếng thăm Port Said, Naples, Barcelona, Lisbon và Bermuda trước khi về đến Fall River, Massachusetts vào ngày 10 tháng 3.
Knapp rời Newport để đi sang San Diego, đến nơi vào ngày 15 tháng 12 năm 1954. Nó khởi hành vào ngày 4 tháng 1 năm 1955 cho một lượt bố trí sang khu vực Tây Thái Bình Dương, tham gia tuần tra tại biển Hoa Đông và eo biển Đài Loan cho đến tháng 6, và quay trở về San Diego vào ngày 19 tháng 6. Sau khi hoạt động dọc theo bờ biển California, nó quay trở lại Viễn Đông vào ngày 27 tháng 1 năm 1956, viếng thăm các cảng Kobe, vịnh Subic, vịnh Buckner và tuần tra eo biển Đài Loan trước khi quay trở về San Diego vào ngày 31 tháng 5. Con tàu lại hoạt động dọc theo bờ biển California, đi vào Xưởng hải quân Long Beach để đại tu vào ngày 4 tháng 9.
Knapp được cho xuất biên chế vào ngày 4 tháng 3 năm 1957 và đưa về Đội Long Beach, Hạm đội Dự bị Thái Bình Dương. Tên nó được cho rút khỏi dnh sách Đăng bạ Hải quân vào ngày 6 tháng 3 năm 1972, và con tàu bị bán để tháo dỡ sau đó.

## Di sản
Cầu tàu của Knapp được trưng bày tại Bảo tàng Hàng hải sông Columbia tại Astoria, Oregon.

## Phần thưởng
Knapp được tặng thưởng tám Ngôi sao Chiến trận do thành tích phục vụ trong Thế Chiến II.